# 토마소 알비노니
토마소 조반니 알비노니(Tomaso Giovanni Albinoni, 1671년 6월 8일, 베네치아 ~ 1751년 1월 17일, 베네치아)는 바로크 시대 후기의 대표적인 이탈리아 작곡가이다. 베네치아 태생으로 50여 곡의 오페라를 작곡하였으며, 기악 작곡가로도 유명하다.
그의 소나타와 협주곡은 최근에 높이 재평가되고 있다. 요한 제바스티안 바흐는 그의 작품을 칭찬하고 그 테마에 기초를 둔 3곡의 푸가를 작곡한 바 있다. 그는 이 밖에도 주요 작품으로 심포니아·협주곡·실내악곡 등을 다수 남겼다.